# Ендла
Ендла (на естонски: Endla looduskaitseala) е резерват в централната част на Естония.
Създаден е през 1985 година с цел да защити местната система от сладководни водоеми – тресавища, торфени блата, извори и рекички, които играят важна роля за захранването на река Пълтсамаа. Основната растителност са храстовидни борове и различни водолюбиви тревисти растения, но в резервата се срещат и няколко застрашени вида орхидеи. Редки и защитени птици използват местността за гнездене.